# 헨리 오닐

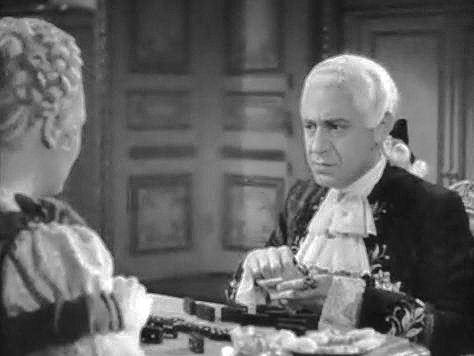

헨리 오닐(Henry O'Neill, 1891년 8월 10일 ~ 1961년 5월 18일)은 미국의 연극 배우, 영화배우이다.
할리우드에서 사망하였다.

## 영화
- 독수리의 날개 (1957년)
- 야성녀 (1955년)
- 태양은 밝게 빛난다 (1953년)
- 홀리데이 어페어 (1949년)
- 무모한 순간 (1949년)
- 자라가는 시절 (1946년)
- 닻을 올리고 (1945년)
- 헤븐리 바디 (1944년)
- 골칫덩이 (1944년) - 호클리 역
- 자매와 수병 (1944년)
- 더 휴먼 코미디 (1943년)
- 싸우잰드 치어 (1943년)
- 걸 크레이지 (1943년)
- 베스트 풋 포워드 (1943년)
- 조라는 이름의 사나이 (1943년)
- 길 잃은 천사 (1943년)
- 자니 이거 (1942년)
- 홍키 통크 (1941년)
- 애정은 강물처럼 (1941년)
- 소년의 거리 속편 (1941년)
- 캐슬 온 더 허드슨 (1940년)
- 그들은 밤에 달린다 (1940년)
- 나치 스파이의 고백 (1939년)
- 닷지 시티 (1939년)
- 유아레즈 (1939년)
- 화이트 배너스 (1938년)
- 제저벨 (1938년)
- 잠수함 D-1 (1937년)
- 더 그레이트 오맬리 (1937년)
- 에밀 졸라의 생애 (1937년) - 픽쿠아트 역
- 워킹 데드 (1936년)
- 안소니 에드버즈 (1936년)
- 과학자의 길 (1936년)
- 오일 포 더 램프 오브 차이나 (1935년) - 에드워드 하트포드 역
- 원더 바 (1934년)
- 트웬티 밀리언 스윗하트 (1934년)
- 패션스 오브 1934 (1934년)
- 프러테이션 워크 (1934년)
- 더 월드 체인지 (1933년)